# Conclave de 1549–50
El conclave de 1549-50 va ser convocat després de la mort del Papa Pau III, i finalment va triar Giovanni Del Monte com el Papa Juli III. Va ser el segon conclave més llarg del segle xvi, a l'hora el major conclave de la història en termes del nombre de cardenals electors. Els cardenals electors (que en un moment va ser de cinquanta-un) es divideix aproximadament entre els partidaris d'Enric II de França, Carles V, emperador del Sacre Imperi, i Alexandre Farnesio, el cardenal-nebot de Pau III.
Conegut per la intromissió de les potències europees, el conclave va ser determinar en la reobertura del concili de Trento (amb el suport de Carles V i l'oposició d'Enric II) i la destinació del Ducat de Parma i Piacenza (reclamats per ambdós Carles V i la Casa de Farnese). Encara que el conclave gairebé va triar Reginald Pole, l'arribada tardana de nous cardenals francesos va empènyer el conclave a punt mort, i, finalment, Giovanni del Monte, va ser elegit Papa Juli III, com un compromís dels candidats.
Els francesos esperaven que Juli III fos hostil als interessos del Sacre Imperi Romanogermànic. No obstant això, les tensions entre ell i els francesos es va desbordar quan es va tornar a convocar el Concili de Trento al novembre de 1550, que va culminar amb l'amenaça de cisma a l'agost de 1551 i la breu guerra de Parma lliurada entre les tropes franceses aliat amb Ottavio Farnese i un exèrcit papal. Els prelats francesos no assistiren a les sessions de 1551 a 1552 del Concili de Trento i van trigar a acceptar les seves reformes, Enric II no permetria que cap de cardenals francesos residissin a Roma, i molts van perdre's el conclave que escolliria el Papa Marcel II.

## Cardenals Electors
El Papa Pau III havia ampliat el Col·legi de Cardenals a una xifra sense precedents cinquanta-quatre, i la durada del conclave va permetre a molts dels cardenals estrangers arribar a temps, de manera que el nombre de cardenals electors en un punt va arribar a cinquanta-un, encara que dos van morir i diverses van caure malalts durant el conclave, el que reduí el seu nombre a quaranta-quatre per l'examen final (votació).

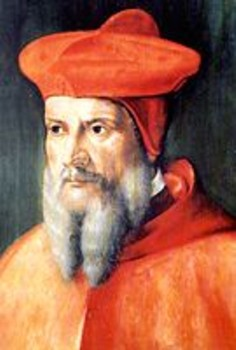
Cardenal Tournon

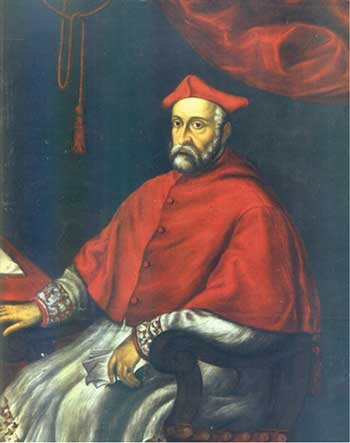
Cardenal Ercole Gonzaga

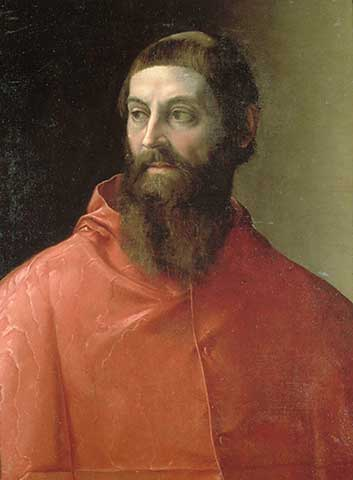
Cardenal Carpi

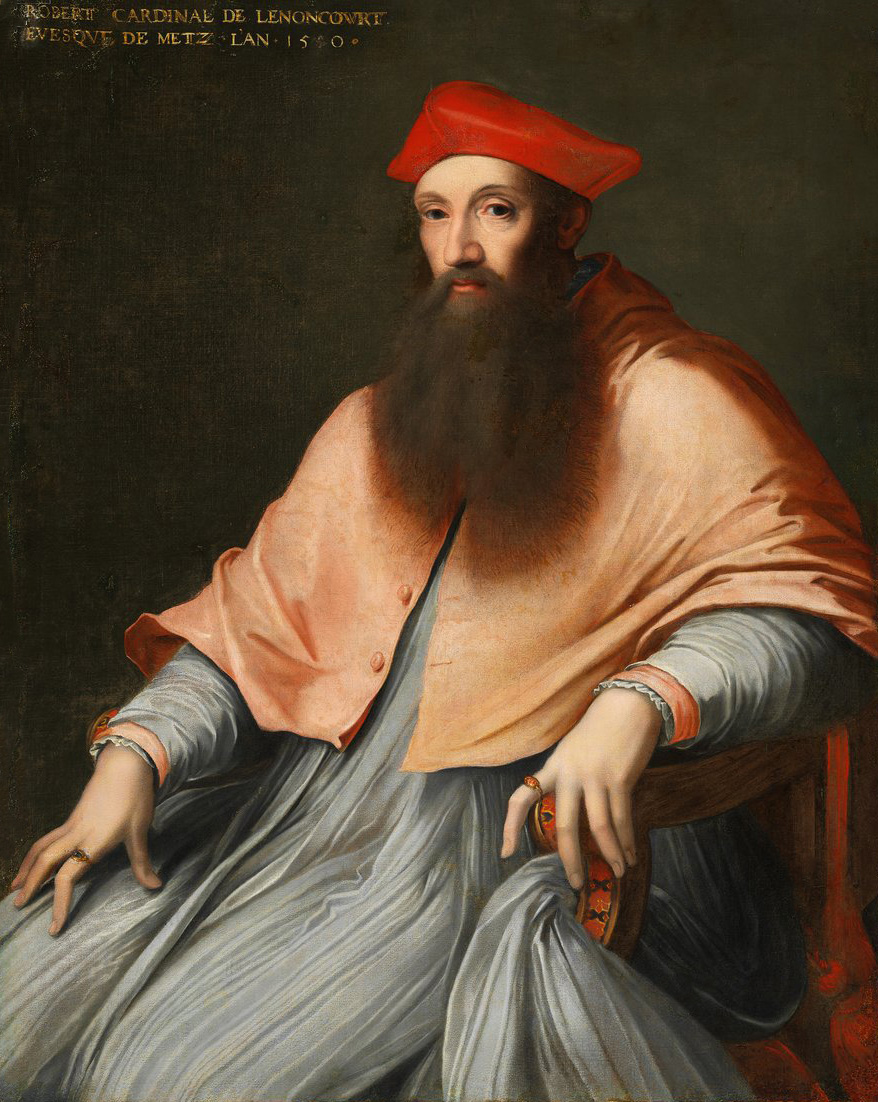
Cardenal Reginald Pole

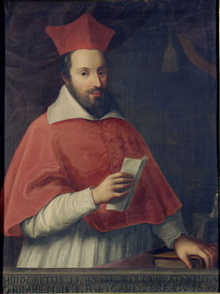
Cardenal Hipòlit II d'Este

- Giovanni Domenico de Cupis, Degà del Col·legi dels Cardenals
- Giovanni Salviati, vicedegà
- Philippe de la Chambre, O.S. Bbisbe de Frascati
- Gian Pietro Carafa, Bisbe de Sabina, arquebisbe de Nàpols
- Giovanni Maria Ciocchi del Monte Escollit Papa Juli III
- Ennio Filonardi, mort el 19 de desembre de 1549
- François-Louis de Bourbon de Vendôme
- François de Tournon, C.R.S.A.
- Jean du Bellay, Bisbe de Paris
- Rodolfo Pio da Carpi
- Juan Álvarez y Alva de Toledo, O.P., germà de Pere de Toledo, virrei de Carles V a Nàpols
- Robert de Lenoncourt
- Antoine Sanguin de Meudon
- Marcello Cervini, futur Papa Marcel II
- Miguel da Silva
- Giovanni Girolamo Morone
- Marcello Crescenzi
- Cristoforo Madruzzo
- Francisco Mendoza de Bobadilla
- Bartolomé de la Cueva
- Georges d'Armagnac
- Otto Truchsess von Waldburg
- Francesco Sfondrati
- Federico Cesi
- Durante de Duranti
- Pedro Pacheco de Villena
- Georges II d'Amboise
- Charles de Lorraine-Guise
- Girolamo Verallo
- Giovanni Angelo de’ Medici, futur Papa Pius IV
- Bernardino Maffei, Arquebisbe de Chieti
- Innocenzo Cybo, Primus Diaconus, cardenal-nepot es va retirar el 23 de gener amb febre terciana
- Nicolò Ridolfi, Bisbe de Vicenza
- Francesco Pisani, Bisbe de Padua
- Jean de Lorena
- Niccolò Gaddi
- Ercole Gonzaga
- Girolamo Doria
- Odet de Coligny
- Alessandro Farnese Camarlenc i cardenal-nepot
- Guido Ascanio Sforza, Bisbe de Parma
- Reginald Pole, Arquebisbe de Canterbury
- Niccolò Caetani
- Hipòlit II d'Este, Membres de la cort de Francesc I de França
- Giacomo Savelli
- Andrea Cornaro
- Girolamo Capodiferro
- Tiberio Crispo cardenal-nepot
- Ranuccio Farnese, cardenal-nepot
- Giulio della Rovere
- Charles de Bourbon de Vendôme

### Cardeals absents
- Claude de Longwy de Givry
- Jacques d'Annebaut
- Henrique de Portugal

## Les fonts primàries
Les principals fonts per al procediment i els recomptes de vots del conclave-provenen dels comptes Enric Dandolo de Venècia, Simon Renard (l'ambaixador imperial de França), i Diego de Mendoza (ambaixador de Carles V), les correspondències entre Enric II, Guisa i d'Este, i els diaris de diversos cardenals. En particular d'Angelo Massarelli, el secretari de Marcello Cervinia.
El gener de 1450, amb l'arribada de Lluis de Borbó, havia aproximadament 400 persones en el conclave, només 48 dels quals eren cardenals, entre ells els germans d'alguns cardenals, els representants dels governants seculars, i aquells l'únic propòsit era informar al món exterior del procediment, el cardenal portuguès Miguel da Silva, molest per la presència dels ambaixadors d'ambdós Carles V i Enric II, es va queixar al Degà Cupis, que conclave era més obert que tancat i que segons les regles del dret canònic els cardenals no havien de tenir cap influència de l'exterior i havien de romandre incomunicats, cosa que no passava, ja que molts "estranys" al conclave entraven i sortien per la porta del darrere.

## El Conclave

Escut del nou Papa Juli III

Abans i durant el conclave, molts banquers romans ofereien apostes sobre els papables (cardenals amb probabilitats de ser elegits). Segons Dandolo, "és més que clar que els comerciants estan molt ben informats sobre l'estat de l'enquesta, i que els assistents dels cardenals en el Conclave van associats amb ells en les apostes, que per tant fa que moltes desenes de milers de corones canviin de mans amb facilitat "(un primerenc exemple d'abús d'informació privilegiada).
El Cardenal Del Monte (que va ser triat finalment Juli III) havia començat com el favorit entre el primer i cinquè en la llista, seguit per Salviati, Ridolfi, i el Pole, però Pole era el favorit dies després. El 5 de desembre, les probabilitats Pole havien augmentat moltíssim. Amb l'arribada dels quatre cardenals francesos addicionals l'11 de desembre, les probabilitats de Pole van caure.
Cap a la fi del mes de gener, d'acord amb els esforços tradicionals per presionar els cardenals, els van reduir les comoditats, les racions del conclave es van reduir i les finestres de pisos superiors van ser tancades per reduir la il·luminació natural i l'aire fresc. Poc després, el candidat Francés Ridolfi l'escullit per Farnese per al Papat, va morir enmig d'acusacions d'enverinament el 31 de gener.
El 7 de febrer, en el seixanta-un escrutini del conclave Del Monte va ser "per unanimitat" elegit Papa Juli III (quaranta-un cardenals havien consentit amb anterioritat la seva candidatura, encara que el més fervent dels imperialistes no l'havia acceptada fins que ja era inevitable.